# 잉크팟 어워드
잉크팟 상(영어: Inkpot Award)은 만화에 주어지는 미국의 상이다.

## 시상과 역사
1974년에 창시되고 같은 해 미국 캘리포니아주 샌 디에이고에서 첫 시상을 하였으며 이후로도 매년 샌디에이고에서 시상하였는데 이것이 현재에 이르고 있다.

## 같이 보기
- 포리스트 제이 애커맨 (1974년 제1회 잉크팟 어워드 수상자)